# Criminalità in Puglia

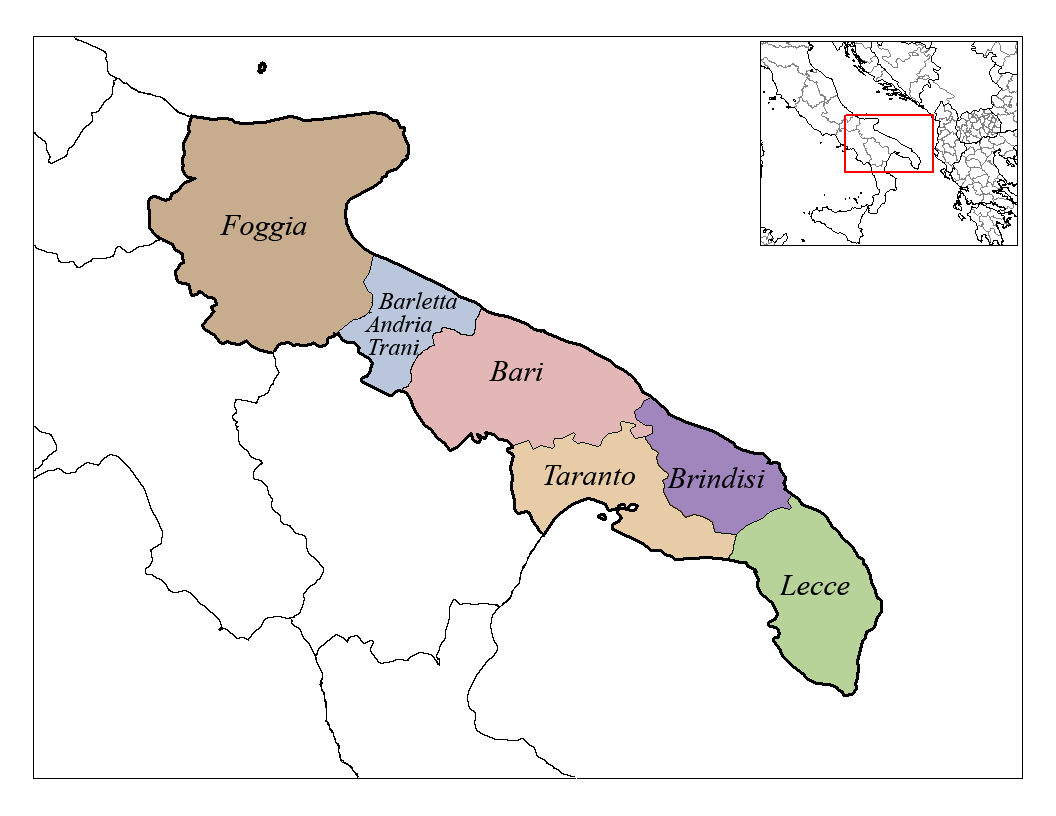
La Puglia e le sue province.

La criminalità in Puglia si riferisce alle organizzazioni malavitose che operano e hanno operato in Puglia, riferiti principalmente ad organizzazioni criminali nate nella regione a partire dai primi anni 1980 in poi.
Secondo la Direzione Investigativa Antimafia, nel 2023: «La criminalità organizzata pugliese si manifesta, con articolazioni nei territori di Foggia, Bari e nel Salento, in continua evoluzione ed accomunata dalla forte propensione al controllo del territorio conseguito, soprattutto, con l’aggressione alle attività commerciali mediante estorsioni, furti, rapine e danneggiamenti spesso finalizzati a conseguirne la proprietà. Tali aggressioni sarebbero presumibilmente mirate sia all’assicurarsi un “servizio di protezione” imposto alle strutture produttive, sia alla gestione di aziende particolarmente appetibili per le possibilità di riciclaggio che potrebbero offrire e per gli introiti derivanti dai finanziamenti pubblici di cui potrebbero godere».
Ancora secondo la DIA, le organizzazioni criminali più importanti della regione sono la Società foggiana, la criminalità barese e la Sacra corona unita.

## Le organizzazioni principali

### Società foggiana
Nel 1981 il boss camorrista Raffaele Cutolo affidò a Pino Iannelli, Alessandro Fusco e Giosuè Rizzi il compito di fondare in Puglia un'organizzazione di diretta emanazione della Nuova Camorra Organizzata, che prese il nome di Nuova camorra pugliese.
Nel giro di pochi anni, Iannelli e Rizzi si liberarono da qualsiasi vincolo con la camorra cutoliana e aderirono alla Sacra corona unita, da cui però si staccarono nel 1986 a causa di contrasti con Giuseppe Rogoli, dando vita alla cosiddetta "Società foggiana". Da allora tre "batterie" compongono questa organizzazione: 
- i Moretti-Pellegrino-Lanza, diretta emanazione del gruppo di Giosuè Rizzi che continuano a mantenere legami con la camorra napoletana[3];
- i Sinesi-Francavilla, inseriti organicamente nella 'Ndrangheta calabrese[4];
- i Trisciuoglio-Prencipe-Tolonese, stretti alleati dei Moretti-Pellegrino[5].

### Camorra barese
"Camorra barese" è il nome informale dato alla criminalità organizzata di Bari e provincia, da non confondere con la camorra napoletana.
A Bari gli episodi delittuosi maggiormente registrati sono rapine, estorsioni, spaccio di droga, possesso illegale di armi, spesso commessi da minori collegati alla criminalità organizzata, desiderosi di dar prova delle loro capacità per entrarvi a far parte. Spesso il precoce inserimento nelle organizzazioni criminali è dovuto anche ai legami familiari ed alla necessità di sostituire nella gerarchia criminale i congiunti detenuti. L'iniziazione in età minorile è del resto confermata dalla circostanza che, come risulta da recenti indagini, molti giovani appena maggiorenni hanno ricoperto o ricoprono ruoli di rilievo nei clan barese.
I clan principali della città di Bari sono tre: il clan Strisciuglio con a capo il boss Domenico Strisciuglio, operante soprattutto nella zona nord, e considerato il clan più potente della città, il clan Parisi, con a capo il boss Savino Parisi, operante soprattutto nel quartiere Japigia e il clan Capriati, con a capo il boss Filippo Capriati, operante soprattutto nel Borgo Antico.
Altri clan presenti in città sono: il  clan Di Cosola, il clan Mercante-Diomede, clan Lorusso, il clan Anemolo, il clan Misceo, il clan Fiore-Risoli, il clan Velutto e il clan Di Cosimo-Rafaschieri.

### Sacra Corona Unita
L'organizzazione della Sacra Corona Unita (S.C.U.) è stata fondata nel 1981 da Giuseppe Rogoli all'interno del carcere di Bari, dove era detenuto, con il permesso di Umberto Bellocco (capo dell'omonima 'ndrina di Rosarno). Nasce in risposta al tentativo della Nuova camorra organizzata di Raffaele Cutolo di espandersi in Puglia.
È formata da 47 clan autonomi fra loro ma tenuti a rispettare interessi comuni a tutti, il primo grado è picciotto a cui seguono camorrista, sgarrista, trequartista, medaglione, santista e medaglione con catena della società maggiore che a sua volta comanda un gruppo di fuoco di cui nemmeno l'organizzazione stessa conosce gli esponenti chiamato Braccio della Morte un gruppo simile alla Santa formata dalla 'ndrangheta calabrese.

### Clan del Gargano
Le cosche predominanti sono i Li Bergolis di Monte Sant'Angelo, gli Alfieri e i Primosa di Monte Sant'Angelo (quest’ultimi noti come “Clan dei Montanari”), i Romito di Manfredonia e le famiglie dei Tarantino e dei Ciavarrella di San Nicandro Garganico in perenne lotta fra loro (la prima famiglia citata, tra queste ultime due, ha esteso la sua influenza criminale anche in qualche comune limitrofo ed anche oltre i confini regionali. 
La criminalità organizzata di quest’ultima città, talvolta, è nota come la “Mafia del Nord-Gargano”).
A Cerignola operano il clan Piarulli-Ferraro (diretta prosecuzione del clan Cappellari-Caputo, affiliato alla Nuova camorra pugliese negli anni '80) e il clan Di Tommaso e Dangelo attraverso una criminalità di impronta camorristica e un'altra simile alle "stidde" siciliane, strutture federali e non verticistiche.

### Mala tarantina
Antonio Modeo e Aldo Vuto entrarono negli anni ottanta a far parte inizialmente delle cosche della 'Ndrangheta. Tramite un accordo, Taranto rientrò poi nel territorio camorrista, e ciò spinse Modeo e Vuto ad accostarsi alla Nuova camorra pugliese voluta da Raffaele Cutolo. Vuto fu arrestato mentre Modeo fu ucciso nel 1990 nel corso della faida di Taranto.

#### Clan principali
Clan di Taranto: Basile, Modeo, De Leonardo,De Vitis-Ricciardi- D'Oronzo, Scarci, Perelli-D'Erchia, Martinese-Boccuni, Appeso, Di Pierro, Florio, Balzo-Scialpi (Tamburi), Chiochia-Cianciaruso, Leone (Tramontone e Talsano), Catapano (Tramontone e Talsano), Cicala-Sorrentino (Tramontone e Talsano), Taurino (Città Vecchia), Sambito (Tamburi), Ciaccia (Paolo VI), Pascali (Paolo VI), Spedicati e Marangio (San Pietro Vernotico), Sedete (Paolo vi).
- Massafra: Caporosso-Coronese

- Palagiano: Putignano

- Ginosa-Laterza: clan Bozza (attivo anche a Montescaglioso) e Dicé.

- Versante orientale: Clan Lorusso-Massaro-D'Amore, Cinieri (Affiliato alla SCU), Mele, Cantoro.

- Manduria: Stranieri (affiliato alla SCU)

- Sava: Buccoliero (ex affiliato alla SCU), varie bande di spaccio giovanili.

- Lizzano: Cagnazzo, Mele, Locorotondo.

- Crispiano e Lizzano: Locorotondo (affiliato alla SCU).

- San Marzano: Soloperto

- Martina: Spezio-Florio-Bande di Villa Castelli, Grottaglie, Ceglie Messapica.

- Fuori provincia: Scarcia (Policoro).[11]

- Villa Castelli: Unione di varie bande di strada che controllano lo spaccio.

## Le organizzazioni non più esistenti

### Famiglia Salentina Libera e Nuova Famiglia Salentina
A seguito della "pace" stipulata da Pantaleo De Matteis (detto Pantaluccio) e dal cognato Salvatore Rizzo con la S.C.U. di Rogoli, nel 1986 nacque nel carcere di Lecce la Nuova Famiglia Salentina, aggregando i vecchi associati della Famiglia Salentina Libera, l'organizzazione fondata nei primi anni ottanta da Rizzo nel carcere di Pianosa.
La Nuova Famiglia Salentina si rese responsabile di alcuni gravi attentati in Puglia per fare ricadere la colpa sui nemici della S.C.U., come le due bombe esplose al Tribunale di Lecce tra novembre e dicembre del 1991 e il deragliamento del treno Lecce-Zurigo avvenuto a Surbo il 5 gennaio 1992.

### Remo Lecce Libera
Nel 1986 alcuni criminali leccesi guidati da Romolo Morello (futuro collaboratore di giustizia, poi ucciso) fondarono una nuova organizzazione denominata "Remo Lecce Libera" in "onore" di Remo Morello (fratello di Romolo), pregiudicato ucciso dalla camorra napoletana perché si opponeva ad ogni forma di penetrazione criminale esterna nel Salento. La Remo Lecce Libera richiedeva infatti l'indipendenza dei criminali leccesi da qualsiasi organizzazione criminale che non fosse la 'Ndrangheta ma venne stroncata sul nascere dalla Sacra corona unita, che minacciò pesantemente di uccidere i suoi affiliati, come infatti avvenne con l'omicidio di Donato Erpete nel 1989.

### Il gruppo Annacondia
Il clan mafioso di Salvatore Annacondia operò negli anni '80 nella zona di Barletta-Andria-Trani soprattutto nel traffico e nello spaccio di hashish, cocaina ed eroina. Come quello tarantino dei Modeo, ha avuto una certa indipendenza dalla Sacra corona unita: 
infatti Annacondia non aveva aderito alla S.C.U. voluta da Rogoli, preferendo rimanere affiliato solo con Cosa Nostra e con Alessandro Modeo, per poi iniziare a collaborare con la giustizia nel 1992.

### Gliirriducibili
Negli anni 2004-2005 nella Provincia di Taranto e nel brindisino vennero messe a segno centinaia di rapine con a capo un unico gruppo eterogeneo con membri appartenenti a località differenti principalmente provenienti dal brindisino e dalla provincia jonica ma con complicità nel barese e in altre zone pugliesi.
Si ricorda in particolare una sanguinosa rapina avvenuta in un'area di servizio nei pressi di Monteiasi in cui rimase ucciso anche un carabiniere di nome Angelo Spagnulo. In seguito le indagini della polizia si strinsero intorno a un'organizzazione con a capo Mario Vecchio, originario di San Marzano di San Giuseppe e autore anche di altre cruente rapine (di cui una particolarmente violenta avvenuta alla Banca del Salento a Sava) e su altri membri sammarsanesi, ma anche provenienti dalle zone limitrofe.
Il gruppo venne sgominato grazie all'intervento delle forze dell'ordine e Vecchio e gli altri membri vennero tratti in arresto e processati con il nome di irriducibili per via della numerosità dei membri.

## Dati
Secondo un rapporto della Direzione Investigativa Antimafia, del 2008 la criminalità organizzata pugliese "si presenta disomogenea, anche in ragione della persistente pluralità di consorterie attive, molto diversificate nell'intrinseca caratura criminale e non correlate da architetture organizzative unificanti".
Un rapporto dell'Aisi sulle mafie pugliesi del 2009 riportava che: "La criminalità pugliese continua ad essere caratterizzata da strutture disomogenee, perseguono strategie diversificate e dimensionate su scala eminentemente locale, con manifestazioni tendenzialmente banditesche nel Barese e con forme più organizzate nel Foggiano e nel Salentino dove, rispettivamente la Società Foggiana e la Sacra Corona Unica mesagnese, evidenziano un profilo marcatamente mafioso, anche in termini di infiltrazione del locale tessuto economico".

## Processi

### Maxiprocesso alla Camorra pugliese (1984)
Nel 1984 il giudice istruttore Alberto Maritati istruì dinanzi al tribunale di Bari il primo grande processo contro i vertici della criminalità organizzata pugliese: disponendo una serie di perquisizioni a tappeto nelle celle di tutte le carceri pugliesi, furono sequestrati quaderni e lettere su cui erano riportati riti e giuramenti delle organizzazioni mafiose ispirate alla Nuova camorra organizzata di Raffaele Cutolo e alla 'Ndrangheta calabrese. Il processo si concluse presso la Corte d'assise di Bari il 24 ottobre 1986: le condanne furono 155 per associazione a delinquere semplice (non fu riconosciuta l'aggravante mafiosa prevista dall'articolo 416-bis) con pene che variarono da 8 anni a 4 mesi, la pena più alta fu quella del foggiano Giosuè Rizzi (oltre 8 anni), 7 anni al mesagnese Giuseppe Rogoli (fondatore della Sacra Corona Unita) mentre Antonio Modeo e altri tarantini (Aldo Vuto, Mario Papalia e Aldo Ancora) vennero condannati a 5 anni ed altri 32 imputati furono assolti.

### Maxiprocesso alla SCU (1990)
Il 1º ottobre 1990 si aprì il maxi-processo nei confronti di 134 imputati di appartenenza alla Sacra corona unita, che si tenne nell'aula bunker ricavata nella palestra di una scuola media nel quartiere popolare 167B di Lecce.
La pubblica accusa fu rappresentata dai sostituti procuratori Francesco Mandoi e Cataldo Motta e si basava in gran parte sulle dichiarazioni del collaboratore di giustizia Romolo Morello (che ritrattò e fu ucciso nel 1991).
Il 23 maggio 1991 la Corte d'assise di Lecce comminò complessivamente 73 condanne (una delle maggiori fu quella del fondatore dell'organizzazione, Giuseppe Rogoli, che ebbe 22 anni di reclusione) e 57 assoluzioni, riconoscendo per la prima volta in Puglia l'aggravante dell'articolo 416-bis del codice penale (associazione di tipo mafioso) per numerosi imputati.

## Principali boss

### Sacra corona unita
- Giuseppe Rogoli - capo e fondatore della Sacra corona unita;
- Giuseppe Basile - capo e fondatore della Sacra corona unita;
- Francesco Campana - considerato l'erede di Giuseppe Rogoli;
- Antonio Antonica - braccio destro di Rogoli e capo della SCU brindisina;
- Umberto Bellocco - membro della 'Ndrangheta e cofondatore dell'organizzazione, era inserito nella lista dei latitanti di massima pericolosità;
- Giuseppe Laviano - ex capo della SCU foggiana, ucciso da Rocco Moretti;
- Giuseppe De Palma - capo della SCU di Giovinazzo;
- Mario Gentile - cofondatore della Nuova sacra corona unita;
- Mario Papilia - esponente di Cosa Nostra;
- Ciro Bruno - membro;
- Andrea Gaeta - capo del clan Gaeta;
- Francesco Gaeta - braccio destro di Andrea Gaeta;
- Salvatore Buccarella - boss di Tuturano (BR);
- Cosimo Screti - boss di San Pietro Vernotico (BR);
- Filippo Cerfeda - boss di Lecce, era inserito nella lista dei latitanti di massima pericolosità;
- Giovanni Donatiello - affiliato;
- Vito di Emidio - boss di Brindisi, era inserito nella lista dei latitanti di massima pericolosità;
- Massimo Pasimeni - boss di Mesagne (BR);
- Salvatore Padovano - boss di Gallipoli (LE);
- Massimo Cinieri - di Manduria;
- Francesco Locorotondo - di Crispiano;

### Società foggiana
- Rocco Moretti - capo e fondatore;
- Pino Iannelli - membro e affiliato della Nuova Camorra Organizzata;
- Alessandro Fusco - boss e affiliato alla NCO;
- Giosuè Rizzi - membro;

### Nuova camorra pugliese
- Antonio Modeo - boss e capo dell'organizzazione;
- Aldo Vuto - affiliato alla NCO;

### Clan Barese e Terra di Bari
- Savino Parisi - ex boss della SCU e capo dell'omonimo clan di Japigia;
- Antonio Capriati - boss del clan Capriati di Bari Vecchia, legato alla 'ndrangheta;
- Domenico Strisciuglio - boss del clan Strisciuglio, considerato il clan più potente operante nel territorio barese.

### Nord Barese (B.A.T.) e Terra di Bari: Gruppo Annacondia
- Salvatore Annacondia,ex Boss era affiliato a Cosa Nostra e N'drangheta;

### Altri
- Marino Pulito (boss di Pulsano)
- Riccardo Modeo (boss di Taranto)
- Salvatore De Vitis
- Orlando D'Oronzo
- Costantino Turco (ex boss di Torricella)
- Francesco Buccoliero (membro della SCU)
- Cataldo Catapano, tarantino - braccio destro del clan Modeo;
- Famiglia Scarci di Taranto
- Cataldo Caporosso di Massafra (Taranto)
- Famiglia Taurino di Taranto
- Famiglia Balzo-Scialpi del rione Tamburi di Taranto;
- Michelangelo Stramaglia (boss di Valenzano)
- Carnimelo Putignano (boss di Palagiano)
- Nicola e Carmelo Pascali - boss del rione Paolo VI di Taranto;

## Faide

### Faida del Gargano (1978 - in corso)
In data 23 giugno del 2004 il blitz «Iscaro-Saburo» portò all'arresto di altre cento persone presunte affiliate ai clan della faida del Gargano. In data 21 aprile 2009, il presunto boss Franco Romito e il suo autista Giuseppe Trotta vengono crivellati nella loro auto in località Siponto. Sono tre le armi utilizzate per compiere il duplice omicidio; recuperati sull'asfalto 4 bossoli di un fucile calibro 12 caricato a pallettoni, numerosissimi bossoli calibro 7.62 di una mitraglietta e 4/5 di una pistola calibro 9×21. I due sono stati raggiunti da una pioggia di proiettili in più parti del corpo. Franco Romito aveva il volto completamente sfigurato e non aveva più la mano sinistra. Franco Romito potrebbe essere stato ucciso per essere stato per anni con i suoi familiari confidente dei carabinieri e in molte indagini sulla famiglia mafiosa del clan opposto Libergolis di Monte Sant'Angelo. 
La cosiddetta Faida del Gargano ha le sue origini in episodi di abigeato degli anni sessanta e per certi versi può esser definita una vera e propria organizzazione mafiosa.

### Faida del Brindisino (1989 - 1991)
Negli anni dal 1989 al 1991 si scatena nel Brindisino una faida, della quale saranno vittime i maggiori esponenti della Sacra corona unita; sarà calcolata una media di più di cento morti ammazzati, definita come una delle maggiori cause dell'idebolimento dei clan in tutta l'area del brindisino, capeggiata allora dal clan Buccarella (Tuturano).

### Faida di Taranto (1988 - 1993)
Nel periodo dal 1988 fino al 1993 i fratelli Modeo diedero inizio a una delle più sanguinose guerre di mala in Puglia. Caratterizzata da una guerra fratricida (si vedevano contrapposti i tre fratelli Modeo contro il maggiore Antonio detto "il Messicano"), questa faida coinvolse i clan più importanti del Tarantino con uno spaventoso tasso di omicidi e attentati. La guerra si concluse con l'agguato mortale a "il Messicano", fondatore del clan, e con l'arresto dei tre fratelli minori, trovati in una masseria bunker. I morti furono ben oltre i cento (circa 170), con coinvolgimenti di innocenti non collegati ai clan (es. strage della Barberia), questo dovuto al clima di tensione in città e soprattutto nel rione Tamburi, con affiliati che avevano il dovere di "sparare a vista" anche in pieno giorno e in presenza di passanti.

### Faida del sud Salento (2010 - in corso)
A partire dal 2010 la SCU del sud Salento si arricchisce con lo spaccio di cocaina nelle numerose località balneari in periodo estivo. Il fiume di denaro derivante dallo spaccio, genera una serie di tradimenti interni ai clan. A farne le spese fu lo storico boss di Gallipoli Salvatore Padovano, detto “Nino Bomba” ucciso dal fratello Rosario Padovano, e Augustino Potenza, boss di Casarano. 
Nel 2018, Melissano viene insanguinata da due omicidi di mafia, in cui cadono vittime Manuel Cesari, 32 anni, a marzo, crivellato di colpi davanti ad un fast food della cittadina, e Francesco Fasano, 22 anni, a luglio, ucciso con un colpo alla testa e abbandonato per strada. 
Nel 2019, ad aprile, Mattia Capocelli cade vittima di un agguato a colpi di pistola a Maglie. Nel corso dell’anno, un tentato omicidio sconvolge di nuovo Casarano, in cui la vittima miracolosamente riesce a sopravvivere ad un agguato, in cui furono sparati più di 16 colpi, in pieno centro abitato.